# 上海市第三中级人民法院
上海市第三中级人民法院（简称：上海市三中院、上海三中院、沪三中院；发文机关代字：沪三中），位于上海市浦东新区张衡路988号，是上海市的中级人民法院之一，为上海市境内跨行政区划的人民法院，也是中华人民共和国第一家跨行政区划的人民法院。

## 沿革
2014年10月，中共十八届四中全会通过《中共中央关于全面推进依法治国若干重大问题的决定》，提出“探索设立跨行政区划的人民法院和人民检察院，办理跨地区案件。”
2014年12月2日，中央全面深化改革领导小组第七次会议审议通过《设立跨行政区划人民法院、人民检察院试点方案》，确定在北京市、上海市设立跨行政区划中级人民法院、市人民检察分院。
2014年12月25日，上海市第十四届人大常委会第十七次会议审议并表决通过多条人事任免案，决定任命吴偕林为上海市第三中级人民法院院长、上海知识产权法院院长、上海铁路运输中级法院院长，免去其上海市高级人民法院副院长、审判委员会委员、审判员职务；任命黎淑兰、璩富荣为上海市第三中级人民法院副院长、审判委员会委员、审判员。
2014年12月28日，上海市第三中级人民法院、上海知识产权法院在上海市浦东新区张衡路988号挂牌成立。上海市第三中级人民法院依托上海铁路运输中级法院设立，同时组建上海知识产权法院，与上海市第三中级人民法院合署办公，实行“三块牌子一个机构”。和上海市第三中级人民法院、上海知识产权法院同日成立的还有上海市人民检察院第三分院。自2015年1月1日起，上海市第三中级人民法院、上海知识产权法院正式履行法定职责，受理案件。

## 管辖
根据全国人大常委会的决定、中央政法委及最高人民法院的指导意见，上海市高级人民法院研究制定了跨行政区划法院相关案件管辖的暂行规定等。上海市第三中级人民法院依法管辖以市级人民政府为被告的一审行政案件，以市级行政机关为上诉人、被上诉人的二审行政案件（不包括知识产权行政案件）。
2014年12月28日，上海市高级人民法院关于上海市第三中级人民法院履职的公告称：

二、根据《中华人民共和国民事诉讼法》、《中华人民共和国行政诉讼法》、《中华人民共和国刑事诉讼法》和《最高人民法院关于北京、上海跨行政区划人民法院组建工作指导意见》的规定，指定上海市第三中级人民法院目前依法管辖下列案件：
（一）以市级人民政府为被告的第一审行政案件，以市级行政机关为上诉人或者被上诉人的第二审行政案件（不包括知识产权行政案件）；
（二）上海市人民检察院第三分院提起公诉的案件；
（三）上级法院指定管辖的其他案件。
三、上海市第一、第二中级人民法院自2015年1月1日起不再立案受理上述案件。2015年1月1日以前上海市第一、第二中级人民法院已经立案但尚未审结的上述案件，由原受理案件法院继续审理。

## 机构设置
按照“审判独立、行政（党务）合署”的原则，实行“三块牌子一个机构”。成立初期先行设立4个审判业务内设机构，其他内设机构将在中央机构编制委员会办公室明确限额内再进行设定。设一个党组，党务、行政、执行、法警等方面依照“三院合一、统一管理”的模式设置。

## 历任领导
| 院长 1. 吴偕林（2014年12月25日－2016年4月21日，同时担任上海市第三中级人民法院院长、上海知识产权法院院长、上海铁路运输中级法院院长） 2. 王秋良（2016年7月29日－2018年5月，同时担任上海市第三中级人民法院院长、上海知识产权法院院长、上海铁路运输中级法院院长） 3. 陈亚娟（2018年5月24日－，同时担任上海市第三中级人民法院院长、上海知识产权法院院长、上海铁路运输中级法院院长） 副院长 | 党组书记 1. 吴偕林（2014年12月－2016年4月） 2. 王秋良（2016年－2018年） 3. 陈亚娟（2018年－） |

## 知名案例
- 上海福喜食品有限公司生产、销售伪劣产品案二审
- 2016年上海浦东机场爆燃案